# Košice IV

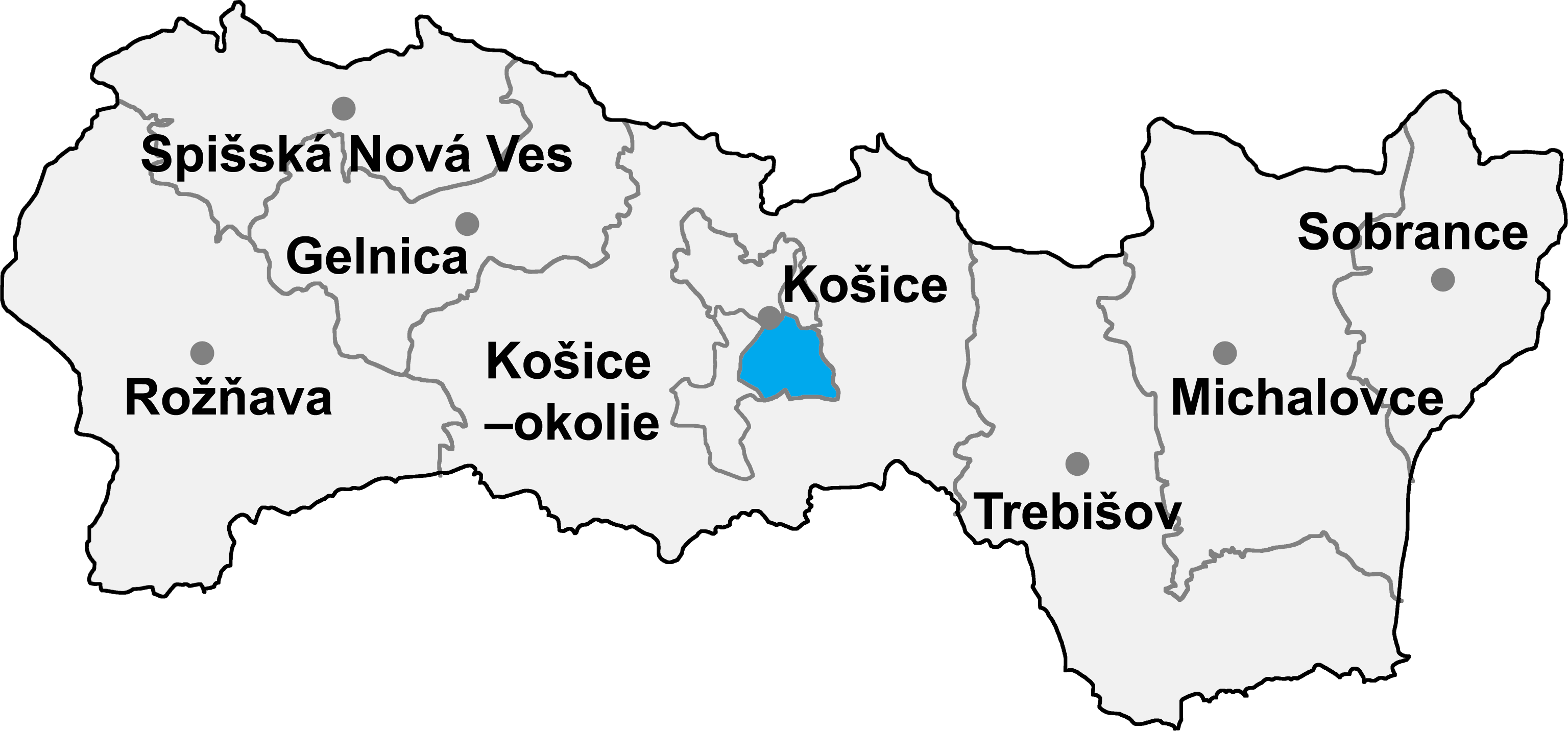
Districtul Košice IV

Districtul Košice IV (okres Košice IV) este un district în Slovacia estică, în Regiunea Košice, în orașul Košice. Se învecinează cu districtele Košice I, Košice II, Košice III și Košice-okolie.

## Demografie
| An:                | 1994   | 2004   | 2014   | 2024   |
| ------------------ | ------ | ------ | ------ | ------ |
| Număr de persoane: | 60.781 | 56.634 | 59.729 | 55.825 |
| Diferență:         |        | −6,82% | +5,46% | −6,53% |

| An:                | 2023   | 2024   |
| ------------------ | ------ | ------ |
| Număr de persoane: | 56.143 | 55.825 |
| Diferență:         |        | −0,56% |

## Părți ale orașului
- Košice-Barca
- Košice-Juh
- Krásna
- Nad jazerom
- Šebastovce
- Vyšné Opátske